# Giorgio D'Ambrosio
Giorgio D'Ambrosio (Pescara, 19 maggio 1957) è un politico italiano.

## Biografia
Laureatosi presso l'Università degli Studi "Gabriele d'Annunzio" in Economia e Management.
Esponente del Partito Democratico. D'Ambrosio è stato sindaco di Pianella dal 2003 al 2013. Dal 2004 al 2009 è stato anche consigliere presso la Provincia di Pescara.
Alle elezioni politiche del 2006 è candidato alla Camera nella circoscrizione XVII Abruzzo per L'Ulivo, risultando il primo dei non eletti. Subentra a Montecitorio il 19 settembre successivo dopo le dimissioni di Antonio Verini, restando in carica sino al termine anticipato della Legislatura nell'aprile 2008.

## Provvedimenti giudiziari
Nel 2012 viene coinvolto come indagato in un'inchiesta sulla presunta compravendita di esami presso l'Università degli Studi "Gabriele d'Annunzio". La Procura della Repubblica ritiene che D'Ambrosio abbia comprato la laurea in Economia e Management con l'aiuto del Prof. Panzone, professore in seguito arrestato per corruzione e falso ideologio il 5 marzo 2014.